# Miguel Ángel Asprilla
Miguel Ángel Medina Asprilla (Pradera, Valle del Cauca, Colombia; 5 de marzo de 1995) es un futbolista colombiano, juega de extremo derecho.

## Trayectoria

### Cortuluá
Debutó profesionalmente el 29 de mayo de 2013 con el Cortuluá en la Copa Colombia 2013, en un encuentro frente al Universitario Popayán, que concluyó con empate 2 a 2. En el 2014 se ganó un puesto en el equipo tulueño y en el 2015 logró llamar la atención de equipos colombianos y argentinos. 
En la Categoría Primera A debutó con anotación incluida el 30 de enero de 2015, durante el arranque del Apertura 2015, en un empate 1 a 1 contra el Envigado. Marcó un doblete el 7 de febrero de 2015, durante la victoria a domicilio 3 a 0 sobre el Deportivo Pasto en el Estadio Departamental Libertad. Convirtió dos anotaciones más, una contra Junior de Barranquilla y otra ante Deportivo Pasto.

### Independiente Santa Fe
El 21 de diciembre de 2015 pasó al equipo bogotano campeón de la Copa Sudamericana 2015, el Independiente Santa Fe, a pesar de tener ofertas del fútbol internacional se decidió por el equipo cardenal, llegando a préstamo con opción a compra de US$ 650.000. El 30 de enero de 2016 realizó su debut con el equipo "Cardenal", venciendo 0 a 1 al Boyacá Chicó en el Estadio La Independencia. Durante la siguiente fecha, en el clásico bogotano contra el Millonarios que empataron 0 a 0, el técnico uruguayo Gerardo Pelusso le permitió jugar como reemplazo de Jonathan Gómez. 
El 15 de marzo de 2016 debutó en la Copa Libertadores en un duelo en que el Independiente Santa Fe, con goles de Jonathan Gómez y William Tesillo, se impuso 3 a 0 sobre el Cobresal chileno. 
El 18 de diciembre de 2016 se coronó campeón con el equipo de la capital colombiana, tras derrotar por la mínima diferencia a Deportes Tolima en el  Estadio El Campín, luego de igualar, sin goles, en el Estadio Manuel Murillo Toro de la ciudad de Ibagué. Sin embargo no pudo convencer al equipo "Cardenal" y para el año 2017 se tuvo que regresar al equipo "Corazón".

### Cortuluá
El 31 de diciembre de 2016, el Independiente Santa Fe no ejerció la opción de traspaso y lo devolvió al Cortuluá, para encarar el regreso del equipo "Panelero" a la Categoría Primera A.

### Águilas Doradas
El 11 de febrero de 2019, el Águilas Doradas oficializó su contratación para la temporada 2019.
Debutó el 28 de febrero de 2019 en un duelo contra el Independiente Medellín, que su equipo perdió por el mínimo resultado en el Estadio Alberto Grisales.

### Cortuluá
Volvió al equipo "Corazón" a mediados de 2019. En su tercera etapa, jugó 23 partidos y convirtió tres goles.

### Atlético Porteño
El 28 de febrero de 2021 se marchó del Cortuluá y pasó al Atlético Porteño de la segunda división ecuatoriana. 

### PK-35 Vantaa
El 10 de marzo de 2022 pasó al futbol finlandés, desempeñándose con el PK-35 Vantaa de la Ykkönen en 22 ocasiones.

### Motagua
El 28 de enero de 2022 fue presentado como refuerzo del Motagua de la Liga Nacional de Honduras después de frustrarse su traspaso al Honduras Progreso. Sin embargo, un día después de su presentación, decide rescindir de su contrato por problemas familiares, por lo cual nunca logró debutar.

## Clubes
| Club                            | País      | Año         |
| ------------------------------- | --------- | ----------- |
| Cortuluá                        | Colombia  | 2013 - 2015 |
| Independiente Santa Fe (cedido) | Colombia  | 2016        |
| Cortuluá                        | Colombia  | 2017 - 2018 |
| Águilas Doradas                 | Colombia  | 2019        |
| Cortuluá                        | Colombia  | 2019 - 2020 |
| Atlético Porteño                | Ecuador   | 2021        |
| PK-35 Vantaa                    | Finlandia | 2022        |

## Estadísticas

### Clubes
Actualizado al último partido jugado el 1 de octubre de 2022.
| Club | Div           | Temporada     | Liga  | Liga  | Copas nacionales(1) | Copas nacionales(1) | Torneos internacionales(2) | Torneos internacionales(2) | Total | Total | Media goleadora(3) |
| Club | Div           | Temporada     | Part. | Goles | Part.               | Goles               | Part.                      | Goles                      | Part. | Goles | Media goleadora(3) |
| --- | ------------- | ------------- | ----- | ----- | ------------------- | ------------------- | -------------------------- | -------------------------- | ----- | ----- | ------------------ |
| Cortuluá · Colombia | 2.ª           | 2013          | 1     | 0     | 1                   | 0                   | ―                          | ―                          | 2     | 0     | 0                  |
| Cortuluá · Colombia | 2.ª           | 2014          | 11    | 0     | 8                   | 1                   | ―                          | ―                          | 19    | 1     | 0.05               |
| Cortuluá · Colombia | 1.ª           | 2015          | 35    | 5     | 5                   | 2                   | ―                          | ―                          | 40    | 7     | 0.16               |
| Cortuluá · Colombia | Total club    | Total club    | 47    | 5     | 14                  | 3                   | 0                          | 0                          | 61    | 8     | 0.13               |
| Santa Fe · Colombia | 1.ª           | 2016          | 11    | 0     | 0                   | 0                   | 1                          | 0                          | 12    | 0     | 0                  |
| Santa Fe · Colombia | Total club    | Total club    | 11    | 0     | 0                   | 0                   | 1                          | 0                          | 12    | 0     | 0                  |
| Cortuluá · Colombia | 1.ª           | 2017          | 20    | 2     | 0                   | 0                   | ―                          | ―                          | 13    | 2     | 0.15               |
| Cortuluá · Colombia | 2.ª           | 2018          | 26    | 3     | 3                   | 0                   | ―                          | ―                          | 29    | 3     | 0.1                |
| Cortuluá · Colombia | Total club    | Total club    | 46    | 5     | 3                   | 0                   | 0                          | 0                          | 49    | 5     | 0.1                |
| Águilas Doradas · Colombia | 1.ª           | 2019          | 2     | 0     | 0                   | 0                   | ―                          | ―                          | 2     | 0     | 0                  |
| Águilas Doradas · Colombia | Total club    | Total club    | 2     | 0     | 0                   | 0                   | 0                          | 0                          | 2     | 0     | 0                  |
| Cortuluá · Colombia | 2.ª           | 2019          | 10    | 1     | 0                   | 0                   | ―                          | ―                          | 10    | 1     | 0.1                |
| Cortuluá · Colombia | 2.ª           | 2020          | 13    | 2     | 0                   | 0                   | ―                          | ―                          | 13    | 2     | 0.15               |
| Cortuluá · Colombia | Total club    | Total club    | 23    | 3     | 0                   | 0                   | 0                          | 0                          | 23    | 3     | 0.13               |
| Atlético Porteño · Ecuador | 2.ª           | 2021          | 27    | 2     | ―                   | ―                   | ―                          | ―                          | 27    | 2     | 0.07               |
| Atlético Porteño · Ecuador | Total club    | Total club    | 27    | 2     | 0                   | 0                   | 0                          | 0                          | 27    | 2     | 0.07               |
| PK-35 Vantaa · Finlandia | 2.ª           | 2022          | 22    | 4     | 2                   | 0                   | ―                          | ―                          | 22    | 4     | 0.18               |
| PK-35 Vantaa · Finlandia | Total club    | Total club    | 22    | 4     | 2                   | 0                   | 0                          | 0                          | 22    | 4     | 0.18               |
| Motagua Honduras | 1.ª           | 2022-23       | 0     | 0     | ―                   | ―                   | 0                          | 0                          | 0     | 0     | 0                  |
| Motagua Honduras | Total club    | Total club    | 0     | 0     | 0                   | 0                   | 0                          | 0                          | 0     | 0     | 0                  |
| Total carrera | Total carrera | Total carrera | 178   | 19    | 19                  | 3                   | 1                          | 0                          | 198   | 22    | 0.11               |
| (1) Incluye datos de la Copa Colombia (2013-2018) y Copa de Finlandia (2022). (2) Incluye datos de la Copa Libertadores (2016). (3) No incluye datos de partidos amistosos. |               |               |       |       |                     |                     |                            |                            |       |       |                    |

## Palmarés

### Campeonatos nacionales
| Título              | Club     | País     | Año  |
| ------------------- | -------- | -------- | ---- |
| Torneo Finalización | Santa Fe | Colombia | 2016 |

### Copas internacionales
| Título                     | Club     | País           | Año  |
| -------------------------- | -------- | -------------- | ---- |
| Copa J.League-Sudamericana | Santa Fe | Kashima, Japón | 2016 |